# Р-847 «Призма»
Р-847 «Призма» — серия авиационных бортовых радиостанций. Включает в себя такие радиостанции, как Р-847, Р-847А, Р-847РМ, Р-847Т, Р-847Т-2, Р-847Т-2-ЭО, Р-847Т-2-ЭО-В, Р-847Т-ЭП-В, Р-847Т-ЭТ-В, Р-847ТД, Р-847ЭО, Р-847ЭТ, Р-847ЭТВ..

## Описание и применение
Р-847 — серия коротковолновых телефонно-телеграфных радиостанций, предназначенная для двусторонней беспоисковой и бесподстроечной связи с самолётами и наземными пунктами управления. Выпускалась с 1966 года, всего выпущено 5970 экземпляров разных модификаций. Эксплуатировалась на таких самолётах, как Ил-18, Ил-62, Ил-76, Ту-95, Ту-114, Ту-124, Ту-154, Ту-22, Ту-22М, Ан-12, Ан-22. Элементная база — радиолампы, полупроводники.

## Состав
- опорный генератор П1М
- приёмник-возбудитель П2
- прибор электропитания П3
- усилитель мощности П4М-П
- устройство согласующее П5-П
- пульт управления П7Т-А
- манипуляционный генератор П13
- телеграфный ключ П16
- сетевой фильтр П17
- усилитель автонастройки согласующего устройства ПТ4

## Технические характеристики
- Масса: 100 кг[1]
- Питание:[1]
  - Вариант ЭО — от однофазной сети 115 вольт 400 Гц.
  - Вариант ЭТ — от трёхфазной сети 200 В, 400 Гц.
- Диапазон частот: от 2 до 30 МГц[1]
- Шаг перестройки: 1 кГц[1]
- Режимы работы: АТ, ОМ (ВБП), ЧТ[1]
- Чувствительность приёмника:[1]
  - ТЛГ — от 1 до 2 мкВ
  - ТЛФ — от 2 до 5 мкВ
- Мощность передатчика:[1]
  - В целом — 250 Вт
  - Диапазон от 2 до 4 МГц — 50 Вт